# Srećko Gajović
Srećko Gajović (Zagreb, 1964.) redoviti je profesor u trajnom izboru na Katedri za histologiju i embriologiju Medicinskog fakulteta u Zagrebu. Djeluje u području temeljnih medicinskih znanosti, grane citologije, histologije i embriologije. Vršilac je dužnosti ravnatelja Biomedicinskog istraživačkog središta Šalata (BIMIS).

## Životopis
Rođen je 1964. godine u Zagrebu. Doktor medicine postao je 1988. godine na Medicinskom fakultetu Sveučilišta u Zagrebu, stupanj magistra znanosti stekao je 1990. godine na Prirodoslovno-matematičkom fakultetu u Zagrebu te je doktorirao iz biomedicinskih znanosti 1993. godine na Medicinskom fakultetu u Zagrebu. Zvanje redovitog profesora u trajnom zvanju stekao je 2016. godine na Medicinskom fakultetu Sveučilišta u Zagrebu, gdje je zaposlen od stjecanja diplome 1988. godine.

## Znanstveni doprinosi
Bio je koordinator EU-FP7 projekta GlowBrain: povezivanje matičnih stanica i biomaterijala u obnovi mozga – otključavanje mogućnosti postojećih istraživanja mozga putem inovativnih in vivo molekularnih snimanja te uspostavio pretkliničku platformu za in vivo snimanja malih laboratorijskih životinja (GlowLab) magnetskom rezonancijom (7T) i optičkim snimanjem (bioluminescencijom i fluorescencijom).
Njegov glavni znanstveni interes je obnova mozga (osobito nakon moždanog udara) te ovisnost obnove o razini neuroinflamacije i primjeni matičnih stanica. Jedan je od osnivača međunarodne interdisciplinarne mreže Navigating Knowledge Landscapes, koja razmatra kako u digitalnom društvu komunicirati inovacije. Bivši je urednik časopisa Croatian Medical Journal. Bivši je predsjednik Europskog COST domenskog odbora za biomedicinu i molekularnu biologiju, kao i Hrvatskog društva za mikroskopiju, a aktualni je predsjednik Hrvatske udruge za regenerativnu medicinu i terapiju matičnim stanicama. Član je Europske akademije znanosti i umjetnosti te Internacionalne akademije nauka i umjetnosti Bosne i Hercegovine.